# Rastrineobola argentea
Rastrineobola argentea és una espècie de peix cipriniforme de la família dels ciprínids.

## Morfologia
- Els mascles poden assolir 9 cm de longitud total.[2][3]

## Alimentació
Menja zooplàncton i insectes.

## Depredadors
A Kenya és depredat per Bagrus docmak i a Tanzània per Lates niloticus.

## Hàbitat
És un peix d'aigua dolça i de clima tropical (22°- 26 °C).

## Distribució geogràfica
Es troba a Àfrica: llacs Victòria i Kyoga.